# Robotman (Cliff Steele)
Robotman ("Cliff" Steele), (Español: Hombre Robot), llamado Automaton en las 2 primeras apariciones) es un personaje ficticio, un superhéroe en el Universo DC Comics. Es más conocido como miembro de la Patrulla Condenada, siendo el único personaje que aparece en todas las versiones del equipo desde que él y el equipo se presentaron juntos en junio de 1963.
Cliff ha aparecido en numerosos programas de televisión y películas de dibujos animados. Robotman hizo su primera adaptación en vivo como estrella invitada en la serie de televisión Titanes para DC Universe interpretado por Jake Michaels. Riley Shanahan reemplazó a Michaels en el papel. Es parte del elenco principal de su spin-off Doom Patrol, que también está en HBO Max. Brendan Fraser proporciona la voz de Robotman y retrata a Cliff Steele en flashbacks de la serie.

## Historial de publicaciones
Robotman apareció por primera vez en My Greatest Adventure Vol.1 #80 (junio de 1963) y fue creado por Arnold Drake, Bob Haney y Bruno Premiani.

## Biografía ficticia del personaje
Robotman es uno de los miembros fundadores de la denominada Patrulla Condenada, junto con el Hombre Negativo y Elasti Girl. Él es único, ya que él es el único personaje que ha aparecido en todas las versiones de la Patrulla Condenada.
Cliff Steele se convirtió Robotman después de un accidente en un coche de carreras que destruyó su cuerpo (en un retcon posterior dicho accidente fue provocado intencionalmente por Niles Caulder). Caulder posteriormente colocó el cerebro intacto de Cliff en un cuerpo robótico. Después de la operación, Cliff sufría de frecuente depresión porque él se veía a sí mismo menos humano de lo que fue realmente. Una serie de antecedentes en la serie de la Patrulla Condenada Vol. 1  #100, #101, #103 y #105 (diciembre 1965 a agosto de 1966) indicaron que Caulder cometió un error en la operación que ocasionó Steele provocase un alboroto, que se corrigió cuando este fue reclutado por la Patrulla . (Esto se convirtió en una incompatibilidad frente al flashback de lo sucedido a Cliff en My Greatest Adventure Vol. 1 #80).

### Muerte y renacimiento
Aunque se creía inicialmente que habían sido asesinados por Madame Rouge, el cerebro de Cliff logró sobrevivir. Will Magnus, el experto en robótica avanzada que creó a los Hombres de Metal, logró salvar el cerebro de Cliff y le construyó un nuevo cuerpo. Cliff se unió a una nueva Patrulla Condenada encabezada por una mujer que dijo ser la esposa de Caulder, Arani. Negándose a creer que Niles había muerto, formó parte de este nuevo equipo para buscarlo y tomó su lugar como líder, llamándose a sí misma Celsius, debido a que sus poderes de emisión calorífica y de enfriamiento. Esta nueva Patrulla Condenada fue en la que finalmente casi todos sus nuevos miembros murieron en combate con la excepción de Cliff, Tempest, la Mujer Negativa, y Rhea Jones (quien permaneció en estado de coma). Caulder reaparecería con vida en ese momento, y negó haber estado casada con Arani, aunque admitió su haberla conocido.
Después de esto, Cliff fue comprometido voluntariamente a estar en un asilo, después de haber caído en un estado de depresión producto de su condición y por la pérdida de sus compañeros de equipo, realmente estaba más enojado por estar en un cuerpo de metal y no podía disfrutar de tener la sensación y los sentidos que los humanos poseen. Caulder envió a Magnus para tratar de ayudar a Cliff. Magnus le presentó a una persona con "peores problemas peores que [suyo]": una mujer llamada Crazy Jane. Cliff se convirtió en su guardián, y con el tiempo se enamoró de Jane. Cerca del final de la etapa y del título escrito por Grant Morrison, el cerebro humano de Cliff reveló haber sido sustituido por el de una CPU, haciendo de él un robot de manera completa.
En el trabajo del escritor Rachel Pollack, se menciona que el cerebro artificial de Cliff comenzó a funcionar mal por lo que la amiga imaginaria Dorothy Spinner fue "reconstruyendo" el viejo cerebro de Cliff.
Cliff se reuniría más tarde y comenzó una relación con chico bisexual, y posteriormente transexual llamada Kate Godwin. En un momento dado, Kate y Cliff se fusionaron y compartieron sus recuerdos.

### La noche más oscura
En la miniserie limitada y tie-in de La noche más oscura Robotman y el Hombre Negativo son atacados por el cadáver reanimado de la Mujer Negativa, reanimada como miembro de los Black Lantern Corps. Mientras trataban de luchar contra su antigua camarada, Cliff es abordado por su propio cadáver sin cerebro, que también ha sido revivido como un Black Lantern Corps. Cliff conjetura correctamente que los poderes del anillo revivieron su cadáver, pero encuentra que la eliminación de su propio cuerpo solo causaría que un nuevo cuerpo se regenerara en su lugar. Él y el Hombre Negativo engañar a los Black Lanterns al entrar por una puerta destruida hacia los cuarteles del puesto de mando de la JLA y luego tratan de oponer resistencia al incidente que tienen detrás.

### Los Nuevos 52
El reinicio de las publicaciones y del Universo DC (trajo consigo el evento denominado Los Nuevos 52), una nueva versión del personaje debutó en la miniserie My Greatest Adventure en octubre de 2011, escrito por Matt Kindt. Esta nueva versión de Cliff Steele es un aventurero temerario que se compromete a ser inyectado con experimentales nanomáquinas diseñadas para mejorar y reparar su cuerpo. Cuando queda involucrado en un accidente automovilístico fatal durante una carrera de alta velocidad, las nanomáquinas responden creando un cuerpo robótico con el fin de encerrar y proteger al cerebro que aún vive. A pesar de que inicialmente está angustiado por su condición, las nanomáquinas le impiden ser capaz de quitarse la vida. Después de llegar a un acuerdo con su nuevo cuerpo, se convierte en un héroe independiente, asistido por una mujer llamada Maddy, quien estuvo involucrada en el proyecto de las nanomáquinas y se culpa por la condición de Cliff.

## Poderes y habilidades
El cuerpo mecánico original del Cliff posee fuerza sobrehumana, velocidad y resistencia. También está equipado con pies electromagnéticos que le permiten escalar paredes de metal, serpentinas de calefacción en sus manos y que luego le permitía fundir metales, un tanque de oxígeno que pudiese sostener su cerebro en caso de emergencia, y un comunicador de vídeo atado a su pecho, lo que le permitió a Caulder para que pudiera mantener contacto con el equipo en combate, con información visual. Los cuerpos posteriores le añadieron nuevas funciones, tales como herramientas y sistemas de armas.
En las primeras historietas, Cliff se jactó de tener una vista superior y una super-audición, aunque al inicio de la carrera de Grant Morrison, se quejó de la crudeza de sus sentidos mecánicos en comparación con los humanos. La versión Los Nuevos 52 post-reboot del cuerpo robótico de Cliff son una serie de nanomás que le otorgan su cuerpo y sistema de poderes especiales, lo que le permite cambiar su forma y habilidades cuando sea necesario. Además, las nanomáquinas le permiten que su cuerpo se repare a sí mismo incluso de daños más severos. Él es capaz de volar, así como realizar viajes bajo el agua. Su cuerpo cuenta con una amplia gama de sensores, así como sentidos enormemente mejorados, y es capaz de recargarse mediante el consumo y transformación del material orgánico.

## Apariciones en otros medios

### Televisión

#### Animación
- Robotman ha aparecido en el episodio de dos partes de Teen Titans, "Homecoming", con la voz de Peter Onorati. Se le muestra como miembro de Doom Patrol junto con el supervisor Mento, Elasti-Girl y Hombre Negativo. Se reveló que él era el segundo Robotman en "Homecoming: Part 1", cuando Beast Boy lo llamó "Cliff", haciendo referencia a su nombre real. En el episodio de TT origins "Go", Beast Boy se refirió a Cyborg como "Robotman 2.0".
- Robotman (junto con los miembros de Doom Patrol, Jefe, Hombre Negativo y Elasti-Girl), hizo una aparición en el episodio de Batman: The Brave and the Bold, "The Last Patrol!", con la voz de Henry Rollins.[10] En esta versión, se ha vuelto muy abatido por el hecho de que es casi indestructible y está constantemente tratando de suicidarse. Después de la ruptura de Doom Patrol, terminó siendo un muñeco de choque para una compañía de automóviles. Mientras camina por los muelles, tiene un encontronazo con el Arsenal y desafía al Arsenal a acabar con él. En ese momento, Batman y Doom Patrol llegan y ayudan a defenderse del Arsenal antes de que el General Zahl los golpee con un gas noqueador. Él y los otros miembros de Doom Patrol sacrifican sus vidas para detener la bomba en Codsville.
- Robotman aparece en los segmentos de "Doom Patrol" de DC Nation Shorts, con la voz de David Kaye.[2]
- Robotman aparece en la tercera temporada de Young Justice, con la voz de Khary Payton, la voz de Cyborg en la serie Teen Titans.
- Robotman también aparece en la cuarta temporada de Young Justice, con la voz de Khary Payton, en el episodio 16 dando un discurso de ayuda a Beast Boy
- Robotman aparece en Teen Titans Go!, con la voz de Flula Borg.

#### Acción en vivo
- Robotman aparece en la serie Titanes, interpretado por Jake Michaels y con la voz de Brendan Fraser.[11]
- Robotman aparece en la serie derivada Doom Patrol, interpretado físicamente por Riley Shanahan y nuevamente interpretado por Brendan Fraser, quien también interpreta a Cliff en flashbacks.[12]